# ماکینو هیده‌شیگه
ماکینو هیده‌شیگه (به ژاپنی: 牧野 英成 Makino Hideshige); ۱۳ اکتبر ۱۶۷۱ – ۲۸ اکتبر ۱۷۴۱) سامورایی، کیوتو شوشیدای و دایمیو اهل ژاپن بود.